# Teodosio Canto
Teodosio Canto y Herrera (1825 - 1907) fue un militar y político mexicano, nacido en Cansahcab, Yucatán y muerto en la ciudad de Mérida capital del mismo estado. Fue gobernador de Yucatán en dos breves periodos, en 1880, sustituyendo al gobernador Manuel Romero Ancona y en 1885, cuando siendo vicegobernador del estado, se encargó del despacho al sustituir al gobernador Octavio Rosado en una de sus ausencias.

## Datos históricos
Combatió con las armas al imperio de Maximiliano de Habsburgo. También encabezó en 1876 un movimiento armado en Yucatán que apoyó al Plan de Tuxtepec mediante el cual Porfirio Díaz pretendió derrocar al presidente Sebastián Lerdo de Tejada. Junto con el general Francisco Cantón Rosado, derrotó, ese mismo año de 1876, a las tropas federales en la ciudad de Mérida, poniendo fin al lerdismo en Yucatán. Su participación en esta campaña le valió ser promovido a general brigadier.
En diciembre de 1880 era primer vocal del ejecutivo del estado y eso le permitió encargarse del despacho del gobernador en la ausencia de este, hasta enero de 1881.
En 1885 había sido elegido en la misma fórmula con el gobernador Octavio Rosado y se desempeñaba como vicegobernador del estado de Yucatán. Por ausencia del gobernador, volvió a ejercer la gubernatura del estado.
Al término de su vida política se dedicó al cultivo del henequén en su finca Kiuché de las Flores, muy cerca de su pueblo natal, Cansahcab.